# Хийу Калур (компания)
Акционерное общество «Хи́йу Ка́лур» (эст. AS Hiiu Kalur) — предприятие Эстонии, созданное в 1991 году на базе рыболовецкого колхоза «Хийу Калур». Располагается на острове Хийумаа.

## История

### ВСоветской Эстонии
Рыболовецкий колхоз «Хийу Калур» (с эст. яз. «Хийуский Рыбак») был образован в 1949 году. В 1961 году к нему присоединилось ещё 5 рыболовецких колхозов.
Центр колхоза был расположен в Кярдла.
На 1 января 1979 года в колхозе насчитывалось 1250 членов, в том числе 530 рыбаков. Колхоз был одним из крупнейших предприятий рыбного хозяйства Эстонской ССР.
Лов рыбы вёлся в Атлантическом океане, Балтийском море и местных прибрежных водах. Колхоз также занимался тюленьим промыслом и добычей морских водорослей, имел рыбоприёмные пункты, холодильник, рыбзавод (до 1975 года — Хийумааский рыбокомбинат), пресервный цех в Орьяку и рыбоводческое хозяйство в Кыргессааре.
Рыбоприёмные пункты колхоза располагались в Кярдла, Калана, Пуулайд, Салинымме, Суурсадам, Сыру и Халди.
В 1976 году колхоз был награждён Орденом «Знак Почёта».
В 1978 году продукция колхоза составила 1,8 миллионов банок условных консервов.
В колхозе работал Герой Социалистического Труда капитан Хенн Ноор (Henn Noor). Председателем правления колхоза с 1979 года был Пеэтер Воху (Peeter Vohu). C 1966 года до 1979 года председателем колхоза был заслуженный рыбак Эстонской ССР (1978) Хуго Майде (Hugo Maide), ставший затем начальником производственного объединения «Эстрыбпром».

### ВЭстонской Республике
После отделения Эстонии от Советского Союза и проведённой реформы собственности на остатках материально-технической базы колхоза было создано акционерное общество «Hiiu Kalur AS». Наряду с ловом рыбы предприятие занимается изготовлением и ремонтом рыболовецких сетей и ремонтом морских судов.
С 17 мая 1996 года по 4 сентября 2008 года предприятие носило название «Dagomar AS».
В 2005 году дочернее предприятие акционерного общества «Hiiu Kalur» — «Dagotar AS» (рыбзавод в Кыргессааре) — было объявлено банкротом и в 2007 году приобретено акционерным обществом «Тере» (AS Tere) за 500 тысяч евро. Однако предпринимателей, желающих заниматься рыбопереработкой, не нашлось, и тогда новый собственник снёс недавно отреновированные цеха и продал всё, что было возможно. Это было большим ударом по трудовой занятости на Хийумаа, т.к. банкротства островных рыбоперерабатывающих предприятий уже оставили без работы сначала 250, затем ещё 100 человек.
В 2012 году вместе в деловыми партнёрами «Hiiu Kalur AS» купило рыбзавод в Финляндии, что дало возможность получить дополнительные квоты на вылов кильки и салаки. У предприятия также есть три рыбзавода  в Эстонии: в Ляэтса (Сааремаа), Лиу (Пярнумаа) и Аудру. На Хийумаа перспектив для рыбообработки нет.
В 2013 году оборот «Hiiu Kalur AS» составил 4,09 миллиона евро, прибыль — 1,879 миллионов евро. У предприятия насчитывалось шесть рыболовецких траулеров, которыми было выловлено 11000 тонн рыбы, в том числе кильки 7000 тонн, салаки почти 3700 тон и трески 70 тонн. Квоты на вылов рыбы уменьшились, но цена на рыбу за три последних года выросла на 30 % — это и дало возможность увеличить торговый оборот.
Однако в 2014 году Россия ввела 12-месячные санкции на рыбную продукцию Эстонии, что поставило предприятие в крайне тяжёлое положение: существенную долю своей продукции оно экспортировало именно в Россию. Руководство предприятия предложило искать новые виды деятельности, например, производство рыбной муки. Кроме того, оно посчитало необходимым осуществление поддержки со стороны государства в условиях «экономической блокады» как в поиске новых рынков сбыта, так и в финансировании хранения выловленной рыбы.

#### Основные показатели
Торговый оборот:
| Год       | 2010   | 2011     | 2012     | 2013     | 2014     | 2015     | 2016     | 2017     | 2018     | 2019     | 2020     | 2021     | 2022     |
| --------- | ------ | -------- | -------- | -------- | -------- | -------- | -------- | -------- | -------- | -------- | -------- | -------- | -------- |
| Тыс. евро | 3137,7 | ↘ 3109,5 | ↗ 4089,8 | ↗ 4825,2 | ↘ 3269,4 | ↘ 2967,8 | ↘ 2932,5 | ↗ 3133,4 | ↗ 3175,6 | ↘ 3032,4 | ↗ 3367,1 | ↘ 3211,0 | ↗ 3783,8 |

Доля экспорта в реализации продукции в 2018 году составила около 21 %, в 2019 году — около 22 %.
Численность работников:
| Дата | 31.12.2017 | 30.06.2019 | 31.03.2020 | 30.06.2020 | 31.03.2021 | 31.03.2022 | 30.12.2023 |
| ---- | ---------- | ---------- | ---------- | ---------- | ---------- | ---------- | ---------- |
| Чел. | 53         | ↘ 50       | ↘ 49       | ↘ 47       | ↘ 41       | ↘ 37       | ↗ 38       |

Средняя брутто-зарплата в месяц:
| Год  | 2015 | 2016   | 2017   | 2018   | 2019   | 2020   | 2021   | 2022   | 2023   |
| ---- | ---- | ------ | ------ | ------ | ------ | ------ | ------ | ------ | ------ |
| Евро | 1749 | ↗ 1873 | ↗ 1874 | ↘ 1823 | ↗ 1926 | ↘ 1883 | ↗ 2269 | ↗ 2431 | ↗ 2584 |